# Torneo di Wimbledon 1986
Il Torneo di Wimbledon 1986 è stata la 100ª edizione del Torneo di Wimbledon e seconda prova stagionale dello Slam per il 1986. Si è giocato sui campi in erba dell'All England Lawn Tennis and Croquet Club di Wimbledon a Londra in Gran Bretagna dal 23 giugno al 6 luglio 1986. Il torneo ha visto vincitore nel singolare maschile il tedesco Boris Becker che ha sconfitto in finale in 3 set il ceco Ivan Lendl col punteggio di 6-4, 6–3, 7–5. Nel singolare femminile si è imposta la statunitense Martina Navrátilová che ha battuto in finale in 2 set la ceca Hana Mandlíková. Nel doppio maschile hanno trionfato Ken Flach e Robert Seguso, il doppio femminile è stato vinto dalla coppia formata da Claudia Kohde Kilsch e Helena Suková e nel doppio misto hanno vinto Jeremy Bates con Jo Durie.

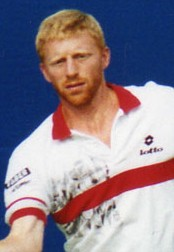
Boris Becker al 2º successo a Wimbledon

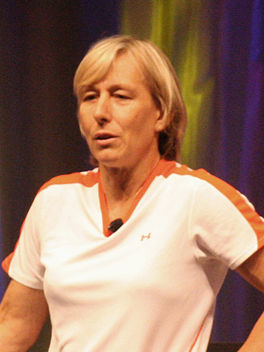
Martina Navrátilová al 7º successo a Wimbledon

## Risultati

### Singolare maschile
Boris Becker ha battuto in finale  Ivan Lendl col punteggio di 6–4, 6–3, 7–5

### Singolare femminile
Martina Navrátilová ha battuto in finale  Hana Mandlíková col punteggio di 7–6(1), 6–3

### Doppio maschile
Joakim Nyström /  Mats Wilander hanno battuto in finale  Gary Donnelly /  Peter Fleming col punteggio di 7–6(4), 6–3, 6–3

### Doppio femminile
Martina Navrátilová /  Pam Shriver hanno battuto in finale  Hana Mandlíková /  Wendy Turnbull col punteggio di 6–1, 6–3

### Doppio misto
Kathy Jordan /  Ken Flach hanno battuto in finale  Martina Navrátilová /  Heinz Günthardt col punteggio di 6–3, 7–6(7)

## Junior

### Singolare ragazzi
Eduardo Vélez ha battuto in finale  Javier Sánchez col punteggio di 6–3, 7–5

### Singolare ragazze
Nataša Zvereva ha battuto in finale  Leila Meskhi col punteggio di 2–6, 6–2, 9–7

### Doppio ragazzi
Tomás Carbonell /  Petr Korda hanno battuto in finale  Shane Barr /  Hubert Karrasch col punteggio di 6–1, 6–1

### Doppio ragazze
Michelle Jaggard /  Lisa O'Neill hanno battuto in finale  Leila Meskhi /  Nataša Zvereva col punteggio di 7–6(3), 6(4)–7, 6–4